# 에드손 알바레스
에드손 오마르 알바레스 벨라스케스(스페인어: Edson Omar Álvarez Velázquez, 1997년 10월 24일 ~ )는 멕시코의 축구 선수이다. 프리미어리그의 웨스트햄 유나이티드 소속으로 수비수로 뛰고 있다.